# El Maíllo
El Maíllo – gmina w Hiszpanii, w prowincji Salamanka, w Kastylii i León, o powierzchni 46,27 km². W 2011 roku gmina liczyła 327 mieszkańców.